# Maurice Olivier
Pour les articles homonymes, voir Olivier (homonymie).
Maurice Olivier, né le 10 janvier 1887 à Duclair et mort le 15 mai 1978 à Blangy-sur-Bresle, est un footballeur international français.

## Biographie
Son poste de prédilection est attaquant. Il compte six sélections en équipe de France de football, 
- France-Belgique à Gentilly au stade  de la FGSPF en 1910,
- Angleterre amateur-France au stade Goldstone Ground à Brighton en 1910,
- Italie-France au Arena Civica à Milan en 1910,
- Luxembourg-France à Luxembourg au stade Racing club en 1911,
- France-Suisse au Stade de Paris à Saint-Ouen en 1912,
- Luxembourg-France à Luxembourg au stade Racing club en 1914[3].

### Clubs successifs
- Étoile des Deux Lacs

### Carrière
Tout heureux de retrouver deux de ses coéquipiers de l'Étoile des Deux Lacs (Henri Bellocq et Henri Mouton) en équipe de France, Maurice se faisait une joie d'honorer sa première sélection face à la Belgique. Il vécut un calvaire, comme lors de ses deux sélections suivantes, plus catastrophiques encore, et le couronnement eut lieu lors de la défaite au Luxembourg. Un affront qui lui coûta cher.